# Elektrociepłownia Będzin
Elektrociepłownia Będzin – główny producent energii cieplnej i elektrycznej dla Zagłębia Dąbrowskiego. Zakład istnieje od 1913. Na początku lat 90. został przekształcony w spółkę akcyjną Skarbu Państwa, która pod dalszych przekształceniach stała się głównym składnikiem spółki EC Będzin S.A. Największym akcjonariuszem notowanej na Giełdzie Papierów Wartościowych w Warszawie EC Będzin S.A. jest GRUPA ALTUM Sp. z o.o. z siedzibą w Warszawie.

## Historia
1913 – rozpoczęcie budowy w Małobądzu (od 1915 r. dzielnica Będzina).
1916 – uruchomiono pierwszy turbozespół o mocy 5 MW
1922 – elektrownia przyjęła nazwę „Elektrowni Okręgowej” w Zagłębiu Dąbrowskim
1928 – rozpoczęto dostawy energii elektrycznej dla Spółki Akcyjnej „Tramwaje Zagłębia Dąbrowskiego”, a miasto Będzin przejęło rozdział energii elektrycznej pod własny zarząd
1949 – elektrownia została uznana za jedną z trzech najlepiej działających elektrowni w Polsce, a w 1954 roku za najlepszą.
1969 – decyzja o rozbudowie Elektrociepłowni „Będzin” (w latach 1970–1980 uruchamiano nowe kotły wodne i parowe, turbozespół ciepłowniczy oraz towarzyszące urządzenia)
1993 1 kwietnia – przedsiębiorstwo zostało przekształcone w jednoosobową Spółkę Skarbu Państwa o nazwie Elektrociepłownia Będzin S.A.
1998 – projekt prywatyzacji Elektrociepłowni Będzin S.A. zaakceptowała Rada Ministrów RP. 8 grudnia 1998 roku Spółka zadebiutowała na rynku wolnym GPW w Warszawie jako pierwsza spółka z branży elektroenergetycznej.

## Dane techniczne
Podstawowe urządzenia wytwórcze w Elektrociepłowni:
- 2 kotły energetyczne OP-140 o mocy osiągalnej 112,6 MW każdy,
- 1 turbozespół typu 13UCK80 o mocy znamionowej elektrycznej 81,5 MW,
- kotły ciepłownicze: WP-70 i 2 x WP-120 o mocy cieplnej znamionowej 359,4 MW.

Elektrociepłownia posiada możliwości produkcyjne:
- znamionowa moc elektryczna: 81,5 MW,
- osiągalna moc elektryczna: 78,0 MW,
- znamionowa moc cieplna: 520,9 MW,
- osiągalna moc cieplna: 414,5 MW.